# 最近的偵探真沒用
《最近的偵探真沒用》是五十嵐正邦所創作的日本漫畫，開始連載於《電擊魔王》2016年6月號。

## 角色列表
以下聲優如無特殊說明，均為電視動畫聲優。

### 名雲偵探事務所
名雲桂一郎（聲：諏訪部順一）
「名雲偵探事務所」的社長，也是他的家和辦公室。現年35歲，年輕時曾以天才高中偵探的身份風靡一時，如今變成跟不上時代潮流、搞不懂電子產品和流行語的落魄中年。然而作為侦探來說仍然是個厲害角色，經常能一眼看破事情的真相，卻有著腰痛的老毛病。興趣是焗桑拿。被歸類為瘋狂大叔四天王之一的「形跡可疑的厚衣大叔」。
中西真白（聲：花澤香菜）
舊姓「朝倉」，是立志成為偵探的女高中生，現年17歲。雖然她被名雲桂一郎聘為偵探助手，但沒有薪水。她很崇拜名雲，稱呼他為「叔叔」，經常用蠻力完成任何交給她的任務。不喜歡黑暗的地方和鬼魂。擅長料理。她的特技是能在自己的水手服收納各式各樣的物品，擅長沖繩空手道，也擁有製造火焰喷射器的技能。
賽伯拉斯（聲：堀井茶渡）
原本是一隻無名流浪貓，在陰差陽錯之下被『名雲偵探事務所』收養。為牠命名者是真白（意思是地獄犬〔Cerberus〕）。喜歡名雲。但討厭真白。
根津太郎（聲：河西健吾）
「前」黑道成員。現年22歲，在領悟了真白的強大實力後，離開組織並加入「名雲偵探事務所」，是人氣偶像七星七里的粉絲。

### 名偵探翌檜
翌檜悠（聲：山口智廣）
人氣日益高漲的高中生偵探。現年18歲，小學時受到名雲的啟發，決定從事偵探行業，並展現出非凡的才能。本身女人緣算不錯，身上穿的和服也多為女粉所送。另外也算是偏極端的名雲粉，絲毫不介意事業走下坡的桂一郎，甚至動了想用金錢來幫桂一郎的歪心思，將真白視為競爭對手。
風卷花（聲：平野綾）
悠的偵探助手，但時常以看髒東西的眼神鄙夷自家老闆。外在看似年輕如真白的女子，但實際年紀可能逼近20多歲，個性看似嚴肅，但看到自己學生時期的照片會驚慌失措。

### 其他
星野梓葉（聲：菲魯茲·藍）
一名綁著赤色長馬尾、胸部豐滿、身穿白色實驗衣的大學生女子。現年19歲。她的辦公室位於名雲偵探事務所樓下。天才發明家，無所不能。雖然每一項發明都帶有不可控、滑稽或災難級的副作用。
星野輝夜（聲：石川由依）
梓葉的母親，曾和 17 歲的名雲相處過一段時間。外表多年來幾乎未變，對“哈梅爾事件”有深度牽涉。
美馬坂總也（聲：加瀨康之）
警部，35歲男性，原高中生偵探。不擅長使用機器設備。
美馬坂風（聲：和多田美咲）
總也的女兒，崇拜怪盜水獺，自稱為「怪盜河狸」。
教練（聲：飯島肇）
真白的師父，一個身材高大的黑人。其真實姓名不詳，在真白的回憶中經常出現，傳授武術和其他流派的秘訣。
乳頭試吃大叔、十字胸毛大叔、超愛繩子大叔（聲：杉田智和）
瘋狂大叔四天王。

## 出版書籍
| 卷數 | KADOKAWA       | KADOKAWA               | 台灣角川       | 台灣角川              |
| 卷數 | 發售日期       | ISBN                   | 發售日期       | ISBN                  |
| ---- | -------------- | ---------------------- | -------------- | --------------------- |
| 1    | 2016年7月26日  | ISBN 978-4-04-892253-1 | 2018年11月22日 | ISBN 978-957-564557-1 |
| 2    | 2017年2月27日  | ISBN 978-4-04-892682-9 | 2018年11月22日 | ISBN 978-957-564558-8 |
| 3    | 2017年9月27日  | ISBN 978-4-04-893366-7 | 2019年4月22日  | ISBN 978-957-564886-2 |
| 4    | 2018年3月27日  | ISBN 978-4-04-893710-8 | 2019年4月22日  | ISBN 978-957-564887-9 |
| 5    | 2019年2月27日  | ISBN 978-4-04-912362-3 | 2019年12月19日 | ISBN 978-957-743409-8 |
| 6    | 2020年1月27日  | ISBN 978-4-04-912983-0 | 2021年8月16日  | ISBN 978-986-524701-0 |
| 7    | 2020年8月26日  | ISBN 978-4-04-913356-1 | 2021年8月16日  | ISBN 978-986-524708-9 |
| 8    | 2020年11月27日 | ISBN 978-4-04-913596-1 | 2021年8月16日  | ISBN 978-986-524710-2 |
| 9    | 2021年4月26日  | ISBN 978-4-04-913804-7 | 2022年1月20日  | ISBN 978-626-321125-4 |
| 10   | 2021年8月27日  | ISBN 978-4-04-913920-4 | 2022年12月8日  | ISBN 978-626-352050-9 |
| 11   | 2022年1月27日  | ISBN 978-4-04-914194-8 | 2022年12月8日  | ISBN 978-626-352051-6 |
| 12   | 2022年7月27日  | ISBN 978-4-04-914487-1 | 2023年3月16日  | ISBN 978-626-352328-9 |
| 13   | 2022年12月26日 | ISBN 978-4-04-914787-2 | 2024年1月18日  | ISBN 978-626-378378-2 |
| 14   | 2023年7月27日  | ISBN 978-4-04-915021-6 | 2024年7月25日  | ISBN 978-626-400239-4 |
| 15   | 2024年8月27日  | ISBN 978-4-04-915429-0 | 2025年6月26日  | ISBN 978-626-415861-9 |

## 电视动画
于2025年7月播出。

### 制作人员
- 原作：五十岚正邦
- 导演：久城凌音
- 剧本统筹：池田临太郎
- 角色设计、总作画监督：古贺五十六
- 美术监督：桒嶋壮志
- 美术设定：成田伟宝、新井佳奈
- 色彩设计：相原彩子
- 道具设计：
- 2D设计：仓持美里、增田咲纪
- 3D设计：三次元
- 摄影监督：长谷川奈穗
- 编辑：樱田美咲
- 音响监督：虾名恭范
- 音响效果：仓桥裕宗
- 音乐：菊谷知樹
- 音乐制作：KADOKAWA
- 动画制作：LIDENFILMS
- 制作：最近的侦探真没用制作委员会

### 主题曲
片头曲Suffer
作词、作曲、演唱：冈崎体育，编曲：冈崎体育、dustbox
片尾曲GORI☆GORI Feez e-Girl!!
演唱：真白（CV：花泽香菜） VS 愉快的叔叔们（CV：杉田智和），作词、作曲、编曲：花园姬子

### 各话列表
| 话数  | 标题                   | 剧本                 | 分镜       | 演出       | 作画监督               | 總作画監督 | 首播日期      |
| ----- | ---------------------- | -------------------- | ---------- | ---------- | ---------------------- | ---------- | ------------- |
| 第1话 | 前名侦探 名云桂一郎    | 池田临太郎           | 久诚凛音   | 久诚凛音   | 小林亮                 | 古賀五十六 | 2025年 7月1日 |
| 第1话 | 真白打击害虫           | 池田临太郎           | 久诚凛音   | 久诚凛音   | 本田敬一               | 古賀五十六 | 2025年 7月1日 |
| 第2话 | 对付鬼魂要瞄准膝盖     | 池田临太郎           | 古贺五十六 | 古贺五十六 | 古贺五十六、河野惠子   | 古賀五十六 | 7月8日        |
| 第2话 | 找出真凶               | 池田临太郎           | 古贺五十六 | 古贺五十六 | 小林亮                 | 古賀五十六 | 7月8日        |
| 第2话 | 真白爆发前3分钟        | 池田临太郎           | 古贺五十六 | 古贺五十六 | 小林亮                 | 古賀五十六 | 7月8日        |
| 第3话 | 名偵探翌檜             | 池田临太郎           | 小寺勝之   | 有富興二   | 柑原豆真               | 古賀五十六 | 7月15日       |
| 第3话 | 沒有自覺的跟蹤狂最危險 | 池田临太郎           | 小寺勝之   | 有富興二   | 和田佳純               | 古賀五十六 | 7月15日       |
| 第4话 | 尖叫館殺人案           | 富樫夕步             | 播摩優     | 播摩優     | 黑鳥劍、齋藤梢、吉田肇 | 古賀五十六 | 7月22日       |
| 第4话 | 小卷和代溝             | 池田临太郎、富樫夕步 | 播摩優     | 播摩優     | 、                     | 柑原豆真   | 7月22日       |
| 第5话 | 歡迎來到大人的世界     | 池田臨太郎           | 古賀五十六 | 久诚凛音   | 古賀五十六、志賀道憲   | 古賀五十六 | 7月29日       |
| 第5话 | 盛夏的密室危機         | 池田臨太郎           | 古賀五十六 | 平尚生     | 、                     | 柑原豆真   | 7月29日       |
| 第5话 | 真白與星之特務         | 池田臨太郎           | 古賀五十六 | 平尚生     | 本田敬一               | 古賀五十六 | 7月29日       |
| 第6话 | 真白開女子聚會         | 池田臨太郎           | 久诚凛音   | 藤代和也   | 本田敬一               | 古賀五十六 | 8月5日        |
| 第6话 | 助手換人               | 池田臨太郎           | 久诚凛音   | 藤代和也   | 柑原豆真、川岸隆太     | 古賀五十六 | 8月5日        |
| 第6话 | 攝氏100度的死鬥        | 池田臨太郎           | 久诚凛音   | 久诚凛音   | -                      | 古賀五十六 | 8月5日        |
| 第7话 | 名雲先生的成熟魅力     | 池田臨太郎           | 新田拓實   | 白石達也   | 新田拓實、小林亮       | 柑原豆真   | 8月12日       |
| 第7话 | 迷路的小孩和真白       | 池田臨太郎           | 白石達也   | 白石達也   | 小林亮                 | 柑原豆真   | 8月12日       |
| 第7话 | 名探偵VS怪盗River Fake | 池田臨太郎           | 白石達也   | 白石達也   | 小林亮                 | 柑原豆真   | 8月12日       |
| 第8话 | 名雲的網路犯罪事件簿   | 富樫夕步             | 古賀五十六 | 古賀五十六 | 、吉田肇、齋藤梢       | 古賀五十六 | 8月19日       |
| 第8话 | 怪盗的手法             | 池田臨太郎           | 古賀五十六 | 古賀五十六 | 、                     | 古賀五十六 | 8月19日       |
| 第8话 | 偵探助手的假日         | 富樫夕步             | 古賀五十六 | 古賀五十六 | 菅原美幸               | 菅原美幸   | 8月19日       |

### BD
| 卷数 | 发售日期           | 收录话数     | 规格编号   |
| ---- | ------------------ | ------------ | ---------- |
| 1    | 2025年9月26日预定  | 第1话—第4话  | ZMXZ-18571 |
| 2    | 2025年10月29日预定 | 第5话—第8话  | ZMXZ-18572 |
| 3    | 2025年11月26日预定 | 第9话—第12话 | ZMXZ-18573 |

## 外部連結
- 漫畫試閱網站（日語）
- 電視動畫《最近的偵探真沒用》官方網站 （页面存档备份，存于） （日語）